# Молленауэр, Линн
Линн Фредерик Молленауэр (англ. Linn Frederick Mollenauer; 6 января 1937 — 28 июля 2021) — американский физик, известный своими исследованиями оптических солитонов.

## Биография
Родился в семье Элис и Донли Молленауэр, вырос в Маунт-Лебанон (Пенсильвания). В 1959 году получил степень бакалавра по технической физике в Корнеллском университете. В 1965 году защитил докторскую диссертацию по физике в Стэнфордском университете. После защиты преподавал в должности доцента в Калифорнийском университете в Беркли. В 1972 году стал исследователем в Лабораториях Белла и переехал в Холмдел (Нью-Джерси). В 2001 году получил звание заслуженного работника Лабораторий Белла (англ. Bell Labs Fellow), а два года спустя вышел в отставку. После этого часто посещал свою лабораторию, которая переехала в Корнелл, а также был приглашённым профессором в Аризонском университете. Был избран действительным членом Оптического общества Америки, Американского физического общества, Института инженеров электротехники и электроники и Американской ассоциации содействия развитию науки.
Работы посвящены проблемам нелинейной оптики, лазерной физики и оптической связи. В 1970-е годы внёс значительный вклад в разработку лазеров на центрах окраски. В 1980 году впервые экспериментально продемонстрировал распространение солитонов через оптическое волокно; такие уединённые импульсы света, не испытывающие дисперсии при распространении, могут быть описаны математически с помощью нелинейного уравнения Шрёдингера. В дальнейшем детально исследовал свойства солитонов и условия их возникновения, в том числе влияние на нелинейные процессы таких явлений, как поляризационная модовая дисперсия и комбинационное рассеяние. Показал важную роль стабилизации солитонов для развития технологии частотной гребёнки, активно используемой в метрологических приложениях. Изучал возможность использования солитонов для передачи оптических сигналов, перспективы таких подходов как спектральное уплотнение каналов, управление дисперсией, рамановское усиление, оптическое усиление в волокнах, легированных эрбием.  Многие работы по солитонной тематике были выполнены в тесной кооперации с известным теоретиком Джеймсом П. Гордоном.
Был женат на Марджори, с которой прожил 58 лет и которая скончалась в декабре 2020 года. У них было два сына.

## Награды и отличия
- Премия Р. В. Вуда (1982)
- Медаль Стюарта Баллантайна (1986)
- Премия Рэнка (1991)
- Член Национальной инженерной академии США (1993)
- Премия Таунса (1997)
- Премия по квантовой электронике IEEE (2001)

## Избранные публикации
- Mollenauer L.F., Olson D.H. Broadly tunable lasers using color centers // Journal of Applied Physics. — 1975. — Vol. 46. — P. 3109-3118. — doi:10.1063/1.321983.
- Mollenauer L.F., Stolen R.H., Gordon J.P. Experimental observation of picosecond pulse narrowing and solitons in optical fibers // Physical Review Letters. — 1980. — Vol. 45. — P. 1095-1098. — doi:10.1103/PhysRevLett.45.1095.
- Mollenauer L.F., Stolen R.H., Gordon J.P., Tomlinson W.J. Extreme picosecond pulse narrowing by means of soliton effect in single-mode optical fibers // Optics Letters. — 1983. — Vol. 8. — P. 289-291. — doi:10.1364/OL.8.000289.
- Mollenauer L.F., Stolen R.H. The soliton laser // Optics Letters. — 1984. — Vol. 9. — P. 13-15. — doi:10.1364/OL.9.000013.
- Mitschke F.M., Mollenauer L.F. Discovery of the soliton self-frequency shift // Optics Letters. — 1986. — Vol. 11. — P. 659-661. — doi:10.1364/OL.11.000659.
- Mollenauer L.F., Gordon J.P., Islam M.N. Soliton Propagation in Long Fibers with Periodically Compensated Loss // IEEE Journal of Quantum Electronics. — 1986. — Vol. 22. — P. 157-173. — doi:10.1109/JQE.1986.1072858.
- Gordon J.P., Mollenauer L.F. Phase noise in photonic communications systems using linear amplifiers // Optics Letters. — 1990. — Vol. 15. — P. 1351-1353. — doi:10.1364/OL.15.001351.
- Mollenauer L.F., Gordon J.P., Evangelides S.G. The sliding-frequency guiding filter: An improved form of soliton jitter control // Optics Letters. — 1992. — Vol. 17. — P. 1575-1577. — doi:10.1364/OL.17.001575.
- Evangelides S.G., Mollenauer L.F., Gordon J.P., Bergano N.S. Polarization Multiplexing with Solitons // Journal of Lightwave Technology. — 1992. — Vol. 10. — P. 28-35. — doi:10.1109/50.108732.
- Mollenauer L.F., Gordon J. Solitons in Optical Fibers: Fundamentals and Applications. — Academic Press, 2006. — ISBN 9780080465067.